# Große Synagoge (Illinzi)

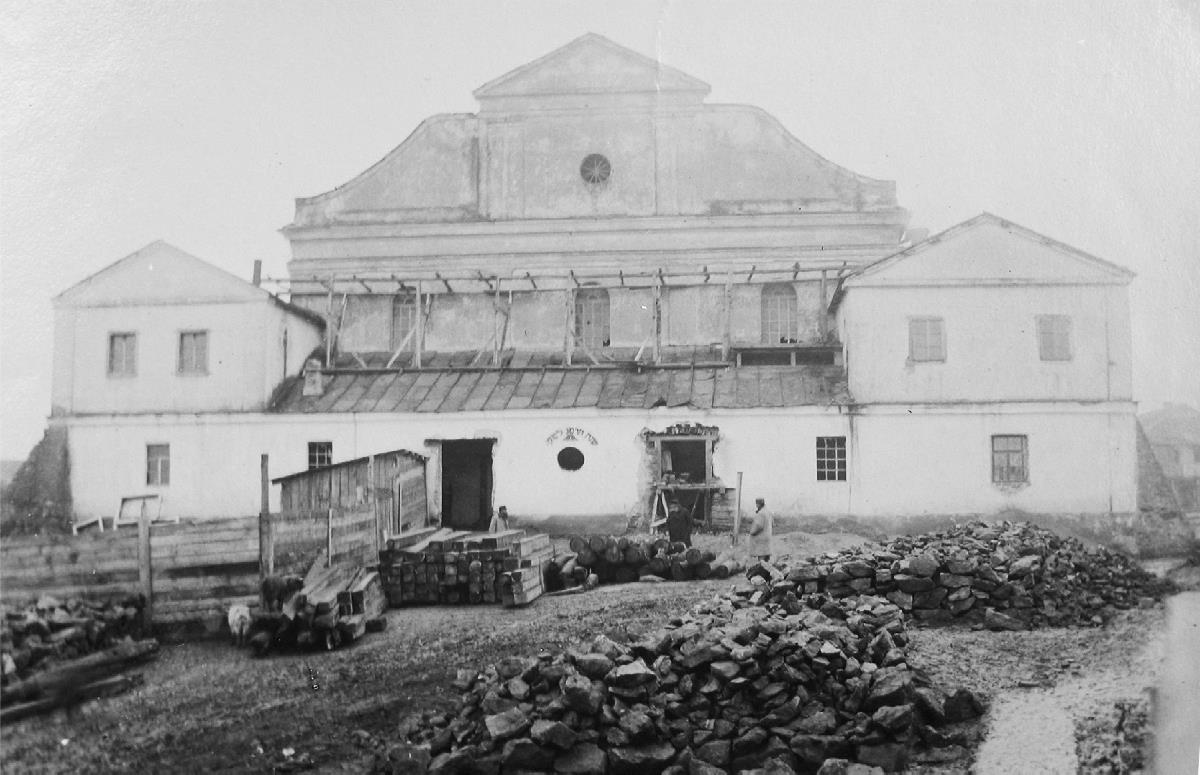
Zustand zwischen 1906 und 1909

Die Große Synagoge in Illinzi, einer ukrainischen Stadt in der Oblast Winnyzja wurde im 18. Jahrhundert erbaut. Bei einem Brand im November 2019 wurde sie stark beschädigt.

## Geschichte
Die Synagoge aus dem 18. Jahrhundert wurde nach der Ermordung der jüdischen Bevölkerung im Holocaust als Möbelfabrik verwendet. Dabei wurden außen einige Anbauten angefügt und im Inneren eine zweite Etage eingezogen. Der ursprünglich Eingang im Westen und weitere Öffnungen wurden zugemauert. Ein neuer, breiter Eingang im Osten an der Stelle der Nische des Toraschreins durch die Wand gebrochen.
Mitte November 2019 brach ein großes Feuer aus. Berichte beschreiben einerseits, dass dabei das Gebäude (völlig) zerstört wurde, andererseits, dass die Außenmauern erhalten geblieben sind.

## Architektur

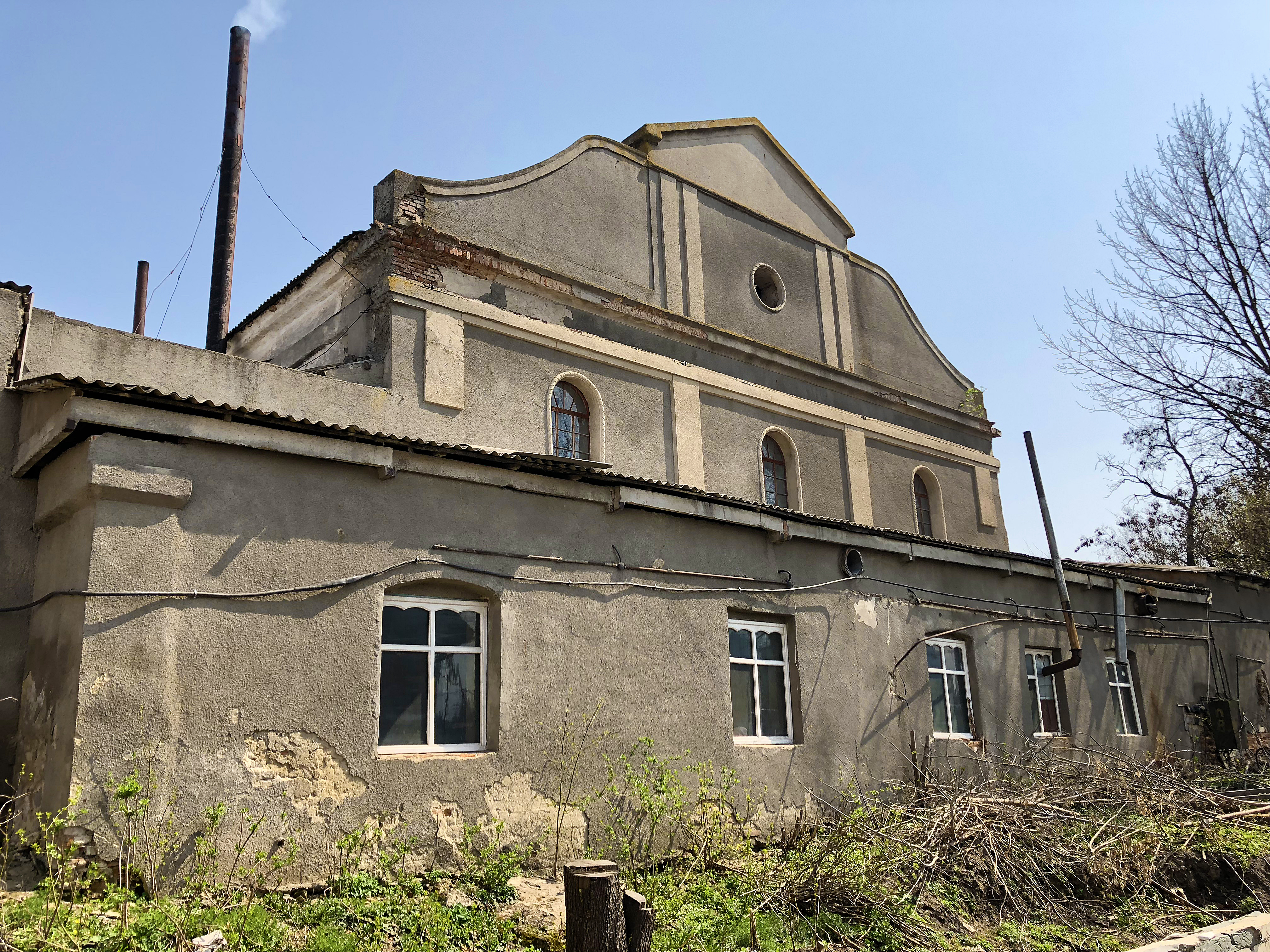
Synagoge im Jahr 2018

Das Gebäude im Stil des Barock besteht aus der nahezu quadratischen Haupthalle sowie niedrigeren Anbauten entlang den Wänden im Norden, Westen und Süden. Diese haben Pultdächer, die sich an die Wände anlehnen. Oberhalb dieser Dächer befinden sich hohe Rundbogenfenster; je drei im Westen, Süden und Norden. Die Ostwand, hinter der sich in der Mitte der Toraschrein befand, hat zwei Fensterebenen mit zwei Fenstern unten sowie drei oben. Die Wände sind durch Pilaster zwischen den Fenstern unterteilt. Die zwei barocken Giebel haben je einen Okulus. Die Anbauten sind ein Vestibül im Westen und die Frauengebetsräume an den beiden anderen Seiten. Sie haben kleinere, rechteckige Fenster und sind im Süden und Norden durch Fensterschlitze mit der Haupthalle verbunden.
Innen stehen vier Pfeiler (zwischen denen sich die Bima befand), die das Deckengewölbe stützten und in neun gleich große Teile unterteilten. Diese Struktur ist seit dem frühen 17. Jahrhundert in vielen Synagogen Galiziens und Wolhyniens bekannt als Neun-Felder-Synagoge (oder auch Vier-Pfeiler-Synagoge). Die ersten Synagogen dieser Art waren die Große Maharscha-Synagoge in Ostroh und die Große Vorstadt-Synagoge in Lemberg.